# Oncideres crassicornis
Oncideres crassicornis är en skalbaggsart som beskrevs av Henry Walter Bates 1865. Oncideres crassicornis ingår i släktet Oncideres och familjen långhorningar. Inga underarter finns listade i Catalogue of Life.